# Orange megye (Észak-Karolina)
Orange megye az Amerikai Egyesült Államokban, azon belül Észak-Karolina államban található. Megyeszékhelye Hillsborough, legnagyobb városa Chapel Hill. Lakosainak száma 148 696 fő (2020. április 1.). Orange megye Person, Durham, Chatham, Caswell és Alamance megyékkel határos.

## Népesség
A megye népességének változása:
| Lakosok száma | 134 134 | 135 193 | 138 237 | 140 352 | 141 354 | 148 696 |
|               | 2010    | 2011    | 2012    | 2013    | 2015    | 2020    |